# Lusigny
 Lusigny  es una población y comuna francesa, situada en la región de Auvernia, departamento de Allier, en el distrito de Moulins y cantón de Chevagnes.

## Demografía
| 1058 | 1066 | 1295 | 1541 | 1575 | 1428 |
| Para los censos de 1962 a 1999 la población legal corresponde a la población sin duplicidades (Fuente: INSEE [Consultar]) |      |      |      |      |      |